# Analyse quali-quantitative comparée
 (mai 2008).
L’analyse quali-quantitative comparée (AQQC) est une méthode mise en place pour étudier de manière scientifique un échantillon réduit d'objet de recherche. Contrairement à l'analyse quantitative (utilisant les logiciels SPSS ou SAS) qui repose sur un nombre significativement élevé de cas, et à l'analyse qualitative qui utilise un échantillon réduit mais sans modélisation ni systématisation, l'AQQC mobilise à la fois un nombre réduit de cas d'étude tout en utilisant un logiciel de formalisation. 
En sélectionnant, par usage d'une méthode qualitative d'observation et de compréhension des cas sélectionnés, des variables "résultats" et "conditions", puis en recourant au logiciel QCA, l'AQQC permet d'analyser quantitativement un nombre réduit de cas.

## Historique
Méthode de recherche élaborée par le sociologue et politologue américain Charles C. Ragin, développée depuis la fin des années 1980 principalement en science politique (surtout en politique comparée et en analyse des politiques publiques), mais également en sociologie et plus rarement en économie, gestion et criminologie.
Elle s’est imposée en Amérique du Nord et est notamment employée à l’Université libre de Bruxelles et à l'Université Catholique de Louvain en Europe.

## Méthodologie
Elle est relativement simple. On se référera à un article de B. Rihoux présenté en bibliographie pour son explication sommaire.
Après avoir sélectionné un certain nombre de cas, il faut identifier une variable dite "résultat" (ou dépendante, ou à expliquer). De même, il est nécessaire de définir une série de variables dites "conditions" (ou indépendantes, ou explicatives).
Exemple : Étude (fictive) de l'apparition de la démocratie en Amérique latine après 1974.
- Échantillon de 12 pays : Chili, Argentine, Pérou, Bolivie, Uruguay, Paraguay, Brésil, Équateur, Colombie, Venezuela, Mexique, Guatemala.
- Apparition de la démocratie (DEM) = RESULTAT.
- Economie de marché (ECOMARCH)= CONDITION 1 ; Institutions politiques séparées (IPSEP)= CONDITION 2 ; Presse indépendante (PRESSIND)= CONDITION 3 ; Pression internationale (PRINT)= CONDITION 4, etc.

Pour chacun des cas, chaque condition et chaque résultat reçoit soit la valeur de (1) (i.e. "positive", "présence", etc.), soit la valeur (0) (i.e. "négative", "absence", etc.), soit éventuellement la valeur (-) (convention pour exprimer une variable manquante ou douteuse.
La convention veut que l'on représente graphiquement la valeur (1) d'une variable par des lettres majuscules (ex. "ECOMARCH"), et la valeur (0) par des lettres minuscules (ex. "pressind"). 
Le logiciel calcule alors ce que l'on appelle une "table de vérité" qui représente toutes les configurations, c'est-à-dire les combinaisons valeur condition-valeur résultat. C'est ainsi que l'on obtient les configurations 1 (combinaisons dont la valeur est 1), les configurations 0 (combinaisons dont la valeur est 0), et les éventuelles configurations contradictoires (combinaisons dont la valeur est tantôt 1, tantôt 0).
C'est alors qu'intervient l'opération principale de l'AQQC : la minimisation booléenne, soit la réduction par des algorithmes booléens d'une expression longue et complexe (les séries de configurations) en une expression plus courte ou "minimale".
La "solution minimale" que l'on obtient prend la forme d'une somme de termes : condition1 x CONDITION2 + condition2 x CONDITION3 = RESULTAT. Cette formule minimale se lit comme suit : la présence du résultat est observée lorsque a) la condition1 est absente ET la condition2 est présente, OU b) la condition2 est absente et la condition3 est présente.
Le signe "+" correspond au "OU", tandis que le multiplicateur "x" correspond au "ET".
Ainsi, dans notre exemple, on peut imaginer une formule minimale telle que : "ecomarch IPSEP + ipsep PRESSIND PRINT = DEM".
La tâche du chercheur est alors d'interpréter ces formules minimales, en effectuant un retour vers les cas étudiés et/ou vers la théorie.

## Portée
L'AQQC est une méthode encore jeune, qui a peine à s'introduire dans les milieux scientifiques, notamment en science politique. Ce sont souvent les jeunes chercheurs qui adoptent ou testent cette méthode.
Une autre méthode, dérivée de l'AQQC, fait actuellement jour, notamment en science politique : il s'agit de la méthode des Ensembles Flous (EF).